# René Sim Lacaze

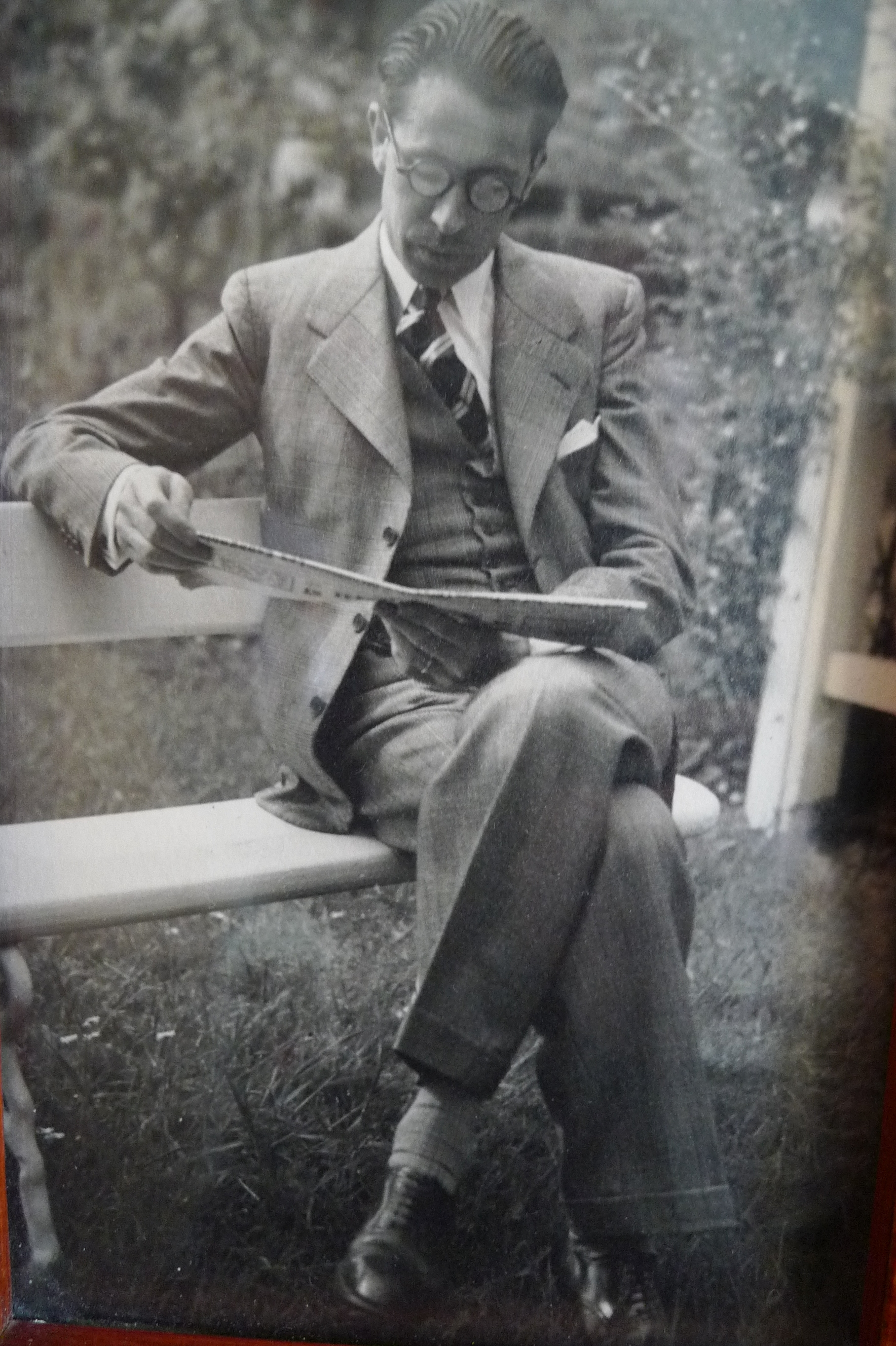
René Sim Lacaze

René Sim Lacaze (* 27. Juli 1901 in Paris; † 5. Januar 2000 in Maisons-Laffitte) war ein französischer Schmuckdesigner und Künstler. Er trug entscheidend zur Entwicklung des European Art-déco-Stils bei.

## Leben und Werk
René Lacaze wurde am 27. Juli 1901 in Paris geboren. Seine Mutter führte ein Schneider- und Modeatelier in der Rue d’Alger, in dem Lacaze schon in seiner Kindheit die Mode kennen und lieben lernte. Mit seinem Onkel Armand Bignon besuchte er zahlreiche Museen und entdeckte dort seine Leidenschaft für die Malerei.
Ein Freund Lacazes erzählte ihm von seinem Beruf als Juwelier und dem Kreieren von Schmuckstücken, besetzt mit wertvollen Edelsteinen wie dem Diamanten. Darin sah Lacaze seine Berufung. Er begann eine vierjährige Ausbildung im Pariser Atelier Mentel, das mit den bekanntesten Juwelieren der Zeit zusammenarbeitete: Cartier, Boucheron, Ancoc und Janésich.
1921 musste er seine Ausbildung unterbrechen, um seinen Militärdienst zu absolvieren. Nach 26 Monaten bei der Luftwaffe in der Nähe von Bourges, wo er als Kartograph eingesetzt wurde, kehrte er nach Paris zurück und stellte sich bei den großen Juwelieren der Rue de la Paix und des Place Vendôme vor.
1923 begann Lacazes Arbeit für Van Cleef & Arpels, wo man schon bald sein außergewöhnliches Zeichentalent erkannte. Zusammen mit Renée Rachel Puissant, der Tochter Alfred van Cleefs, übernahm er 1926 die künstlerische und kreative Leitung bei Van Cleef & Arpels. In dieser Zeit entstanden bekannte Schmuckstücke wie die Minaudière und auch die Technik des „serti invisible“, mit der Edelsteine ohne sichtbare Krappen gefasst werden können.
Im Juni 1928 heiratete Lacaze seine Frau Simone, mit der er vier Kinder hatte. Wie Lacaze in seiner unveröffentlichten Biographie erklärt, erweiterte er in diesem Jahr seinen Namen um die erste Silbe des Vornamens seiner Frau: von nun ab nannte er sich René Sim Lacaze.
1941 endete Lacazes Tätigkeit für Van Cleef & Arpels. Er arbeitete fortan für Mauboussin und leitete zudem sein eigenes Schmuckatelier. Er schuf Schmuckstücke für Marlene Dietrich, Michèle Morgan, Maurice Chevalier und die Herzogin von Windsor.
Im Ruhestand, ab 1968, widmete sich Lacaze gänzlich der Malerei und schuf zahlreiche Aquarelle. Am 5. Januar 2000 verstarb er im 99. Lebensjahr.
Heute steht René Sim Lacaze mit seinem Namen Pate für den Online-Juwelier RenéSim, der 2010 von Lacazes Enkel Maximilian Hemmerle und dessen Geschäftspartner Georg Schmidt-Sailer gegründet wurde und 2024 in Insolvenz ging.